# 阿尔西扎克阿杜尔
阿尔西扎克阿杜尔（法語：Arcizac-Adour，法語發音：[aʁsizak aduʁ]）是法国上比利牛斯省的一个市镇，位于该省中部偏西，属于塔布区。

## 地理
阿尔西扎克阿杜尔（43°9'22"N, 0°5'57"E）面积5.1 平方千米，位于法国奧克西塔尼大區上比利牛斯省，该省份为法国西南部内陆省份，北至热尔省，西接大西洋比利牛斯省，南与西班牙接壤，东临上加龙省。
与阿尔西扎克阿杜尔接壤的市镇（或旧市镇、城区）包括：贝尔纳克代巴、贝纳克德叙、伊斯、圣马丹、旧阿杜尔、维斯凯。
阿尔西扎克阿杜尔的时区为UTC+01:00、UTC+02:00（夏令时）。

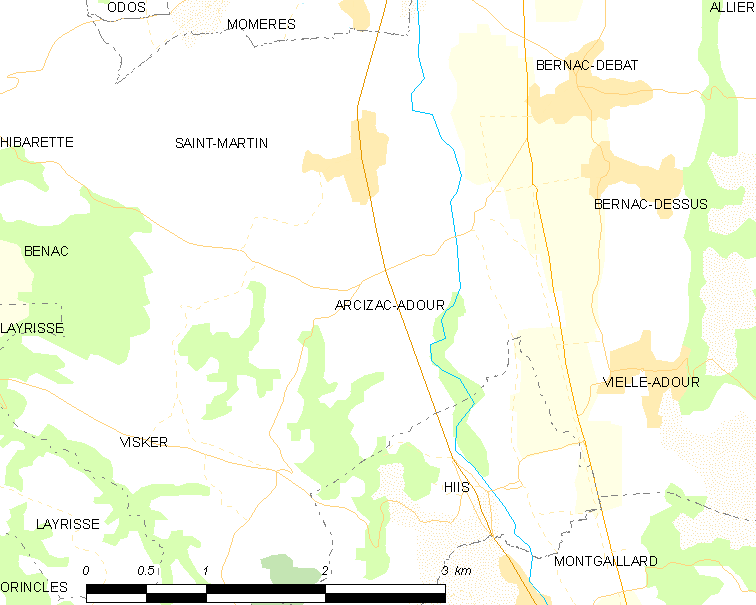
阿尔西扎克阿杜尔的OSM定位图

## 行政
阿尔西扎克阿杜尔的邮政编码为65360，INSEE市镇编码为65019。

## 政治
阿尔西扎克阿杜尔所属的省级选区为中阿杜尔县。

## 人口

1962-2008年间阿尔西扎克阿杜尔人口变化图示

阿尔西扎克阿杜尔于2022年1月1日时的人口数量为600人。